# 鳥飼駅
鳥飼駅（とりかいえき）は、かつて福岡県福岡市城南区（1972年4月1日 - 1982年5月9日は西区）にあった日本国有鉄道（国鉄）筑肥線の駅である。

## 歴史
- 1925年（大正14年）6月15日：北九州鉄道により開業[1]。開業時の住所は塩屋町一丁目だった[2]
- 1937年（昭和12年）10月1日：国有化により、国鉄の駅となる[1]。
- 1983年（昭和58年）3月22日：筑肥線の博多 - 姪浜間廃線に伴い廃駅となる[1]。

## 駅構造
島式ホーム1面2線を有する交換可能駅。
駅舎は木造平屋建てで、貨物輸送も盛んなことから多くの側線を有していたほか、駅舎に貨物輸送のトラックが乗り付ける光景がよくみられた。また敷地が広いため、秋には空き地にコスモスが咲き乱れたほか、周辺住民が近道を求めて頻繁に駅を通り抜けていた。

## 利用状況
九州大学六本松地区や中村学園大学、福岡大学の最寄駅で、下宿が多い六本松に近いことから、隣の西新駅と同様に学生の利用客が多かった。また、1960年代以降、駅周辺に別府団地や城西団地、梅光園団地などの公団住宅が続々と建てられたことから、利用者が急増。1967年（昭和42年）から1972年（昭和47年）の5年間で、年間当たりの切符発売枚数は15万枚から24万枚に増加、小荷物扱いは1万5,000個から3万個に倍増するなど、廃線区間の駅の中では比較的利用客が多かった駅であった。

## 駅周辺
- 西鉄バス「鳥飼駅前」バス停（現・「城南区役所北口」バス停）[2]
- 日本通運鳥飼営業センター[2]
- 鳥飼商店街 - 駅前にあり、立ち飲みができる酒店や食堂、蕎麦屋、電気店、毛糸店、レコード店などが並んでいた[2][4]。
- 中村学園大学
- 中村学園女子中学校・高等学校
- 福岡鳥飼郵便局
- 別府大橋 - 1971年（昭和46年）、筑肥線をオーバークロスする車道として設置された。交通渋滞の緩和が目的だったが、なおも混雑が続くため1974年春から九州で初のリバーシブルレーンが取り入れられた[3]。
- 樋井川筑肥橋 - 樋井川にかかる、かつて線路が走っていた筑肥新道の車道橋。橋の欄干は線路であったことに因み、蒸気機関車の動輪を模している。
- 九州大学六本松地区

## 現況現況
現在、駅跡地には城南区役所と城南保健所が立地している。駅周辺はバブル期以降、マンションや雑居ビルが立ち並び当時の風景は失われた。
しかし、急激に都市化が進んだことで再び鉄道の整備が求められるようになり、筑肥線廃線から20年以上経過した2005年2月に福岡市地下鉄七隈線が開業し、鳥飼駅から南に100mの道路下に別府駅が設置された。なお、別府駅の駅ロゴマークデザインは、別府大橋がモチーフになっている。

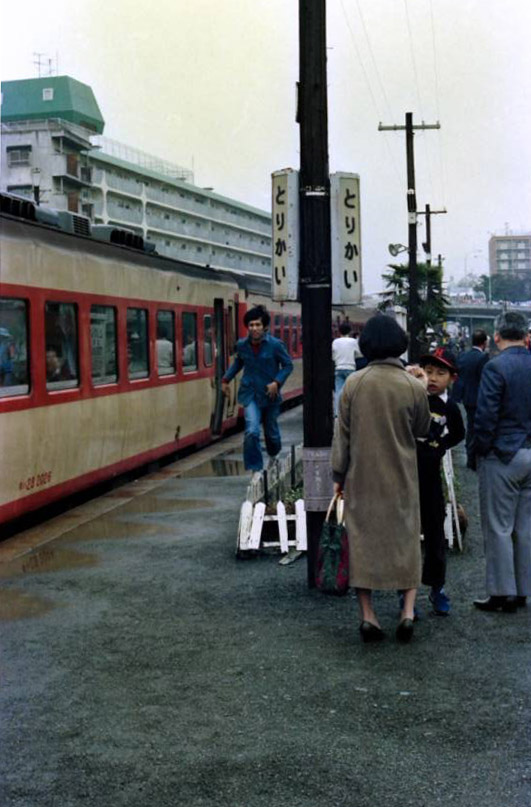
ホーム（1980年頃）
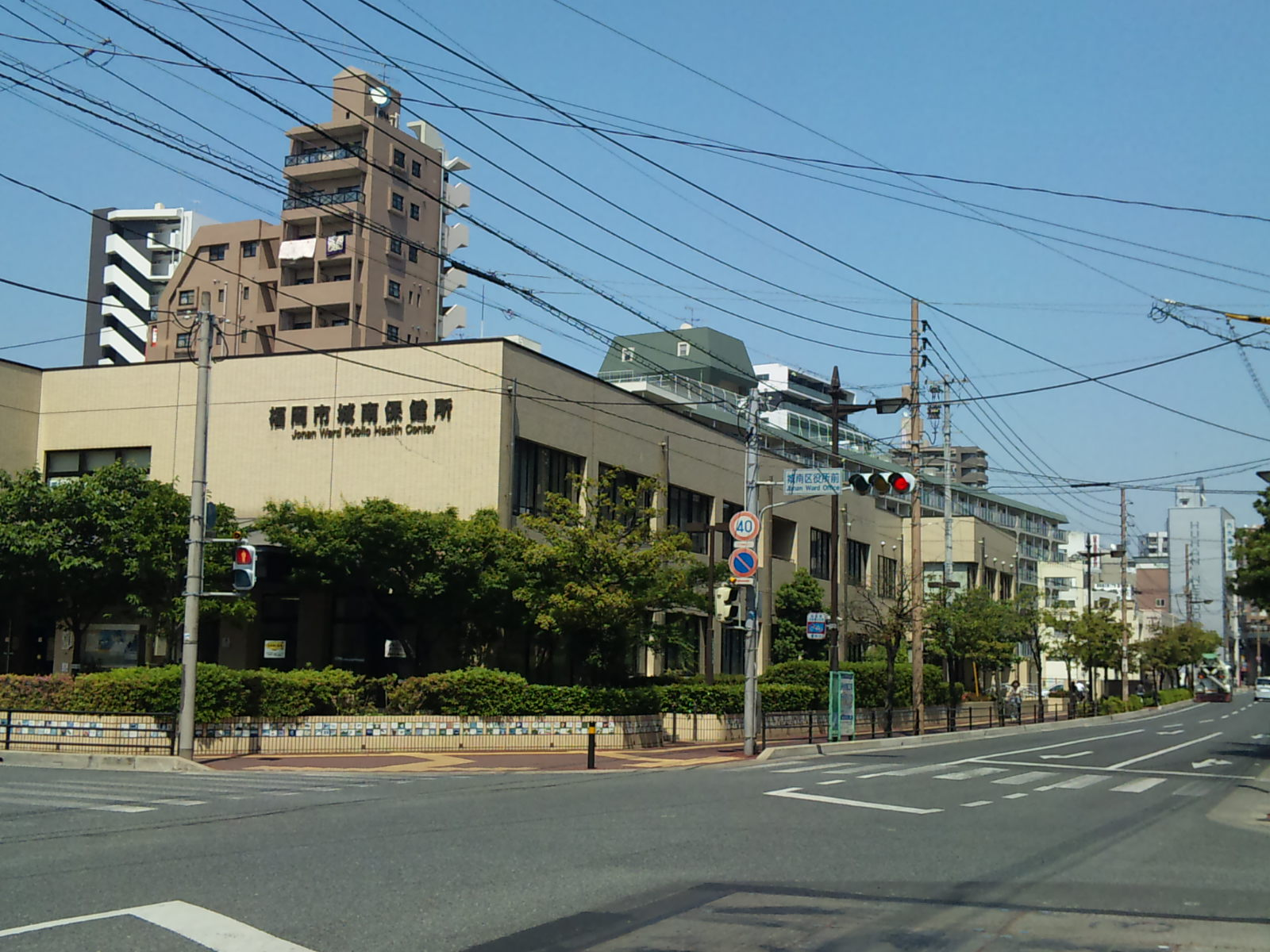
駅跡地に立つ城南保健所

## 隣の駅
日本国有鉄道
筑肥線
小笹駅 - 鳥飼駅 - 西新駅